# Gradsteinia andicola
Gradsteinia andicola là một loài rêu trong họ Amblystegiaceae. Loài này được Ochyra mô tả khoa học đầu tiên năm 1990.